# 埃爾加尼

埃尔加尼

埃爾加尼（土耳其語：Ergani，鄂圖曼土耳其語：‎ Osmaniye，：‎）是土耳其的城鎮，由迪亞巴克爾省負責管轄，位於該國東南部底格里斯河右岸，面積1,468平方公里，海拔高度955米，2008年人口62,287。

## 外部連結
- 埃尔加尼官方网站（页面存档备份，存于） （土耳其文）
- 埃尔加尼网站 （页面存档备份，存于）